# Théodore Labbey
 (février 2014).
Si vous disposez d'ouvrages ou d'articles de référence ou si vous connaissez des sites web de qualité traitant du thème abordé ici, merci de compléter l'article en donnant les références utiles à sa vérifiabilité et en les liant à la section « Notes et références ».
Pour les articles homonymes, voir Labbey.
Théodore Labbey, né à Bayeux le 26 janvier 1804 et décédé à Asnelles le 20 septembre 1873 à l'âge de 69 ans, est un docteur en médecine français qui fut maire d'Asnelles au cours du Second Empire.

## Travaux médicaux
En 1823, il s'inscrit à la faculté de médecine de Paris et en 1827, il obtient un doctorat en médecine sur la thèse Considérations générales sur la certitude de la médecine, et sur les principes qui doivent lui servir de base fondamentale, Paris, Didot Jeune, 1827. 
Après une année d'exercice de la chirurgie à l'hôpital militaire du Val-de-Grâce, il revient à Bayeux en 1827 pour y exercer la médecine et il est nommé, dans cette ville et dans l'arrondissement, médecin au bureau de bienfaisance de Bayeux (1827), inspecteur surveillant de l'éducation des enfants de Ryes (1831), médecin au service de santé des douanes du canton de Ryes (1841), chirurgien aide-major du bataillon de la garde nationale de Saon (canton de Trévières,1841), membre correspondant de la Société de médecine de Caen (1845), médecin des épidémies de l'arrondissement de Bayeux (1847), membre du conseil d'hygiène et de salubrité de l'arrondissement de Bayeux (1849), etc. 
Le zèle qu'il déploya lors des épidémies de choléra lui valut entre autres une médaille d'argent décernée par le Ministère de l'Agriculture et du Commerce (1850). 
Il publie en 1843 un traité de philosophie sous le titre La Phrénologie et le jésuitisme, ou Discussion physiologique entre un médecin et un disciple de Loyola, Saint-Lô, C.-J. Delamare, 1843.
Membre de la Société académique de Bayeux, il publie Réflexions critiques sur l'homoeopathie, Bayeux, A. Delarue, 1854.

## Maire d'Asnelles
Théodore Labbey, qui est alors médecin à Bayeux, achète en 1840 une chaumière à Asnelles. Il y entreprend alors l'assainissement du terrain et fait la promotion des bains de mer. Devenu maire d'Asnelles, c'est sous son impulsion que d’importants travaux sont entrepris pour la commune au milieu du XIXe siècle, notamment l’assèchement du marais, la multiplication des voies d'accès à la ville, la construction d’une digue en dur et l'autorisation de construction pour de nombreuses villas, dont quelques-unes demeurent aujourd’hui. 
Asnelles devient alors “Asnelles-la-Belle-Plage”, qualificatif donné par les nombreux “baigneurs” fréquentant la station qui prend, selon les journaux de l’époque, des allures de “petit Trouville”, avec son casino, ses hôtels très confortables et même son tramway.
Théodore Labbey est l'auteur du premier livre dédié à Asnelles : Asnelles, tableaux et souvenirs, Bayeux, Typogr. Saint-Ange Duvant, 1865, 144p.
Il était aussi membre de la Société d'agriculture, sciences, arts et belles-lettres de Bayeux et de l'Association normande.

## Construction du château
Le château d'Asnelles est une ancienne demeure édifiée entre 1840 et 1865 sur l'emplacement d'une maison de pêcheurs pour le maire Théodore Labbey, docteur en médecine, promoteur de la station balnéaire de la commune. 
Il est ensuite racheté par le maire d'Asnelles Louis Barrault (maire de 1888 à 1907) qui fait rebâtir la demeure en conservant les armes qu'avait fait sculpter Théodore Labbey. 
La façade principale du corps de logis est ordonnancée en briques et pierres et l'avant-corps en pierre de taille. La façade nord est asymétrique à travées, en brique et pierre, la façade ouest en pierre de taille est également asymétrique à travées et comporte un avant-corps en brique et pierre. Enfin, la façade sud est asymétrique à travées, en brique et pierre, avec une tourelle en pierre de taille. 
Quant au parc, il a depuis été grandement réduit, d'autant que des bâtiments annexes servant de colonie de vacances pour la SNCF ont été ajoutés. Aujourd'hui, le château a en effet été transformé en centre de loisirs.

## Famille
Théodore Labbey est le fils de Jean Labbey, né en 1771 à Foulognes et directeur des contributions directes à Bayeux et d'Élisabeth Tostain-Dudouet née en 1771 à Saint-Sauveur, Bayeux (elle-même la fille de Jeanne Onfroy et du docteur en médecine Jean Tostain-Dudouet). 
Il se marie en 1829 en l'église Notre-Dame de Saint-Lô avec Blanche Yver (1807-1875), la fille du député de la Manche Pierre Yver (1768-1826) et de Jeanne Dagobert (1782-1838).
De ce mariage sera issue une fille : Blanche Labbey (1830-1866 Saint-Lô) qui épouse en 1855 Louis Le Monnier de Gouville (1829 Coutances - 1922 Saint-Lô), juge suppléant au tribunal civil d'Avranches, juge au tribunal de Valognes, juge au tribunal de Saint-Lô et juge d'instruction et président du tribunal civil de Saint-Lô ; ce sont les arrière-grands-parents du colonel Jean Deuve (1918-2008).

### Sources
- Fiche de Théodore Labbey sur Worldcat
- Bernard Pericon, étude de la famille Pailhoux de Cascastel : Les Pailhoux de Cascastel. Mémoire de 1993, Bibliothèque Municipale de Narbonne
- Chartrier de la famille Le Monnier de Gouville, analyses du fonds Le Monnier de Gouville (archives de la Manche)
- Article Ouest France de Gérard Pouchain, historien, sur la mode des bains de mer à Asnelles
- Site monuments historiques protégés d'Asnelles